# 竜翔寺
竜翔寺（りゅうしょうじ）は、京都府京都市北区大徳寺町61にある臨済宗の寺院である。山号は瑞鳳山。

## 歴史

### 臨済宗京都十刹
もとの寺地は、一条東洞院にあった。
1309年（延慶2年）、後宇多上皇が、柳殿御所跡を南浦紹明の塔所にと、敷地を寄進したのにはじまる。はじめ瑞雲庵という庵で、通翁鏡円が塔主をつとめていた。その後、瑞鳳山竜翔寺となり、絶崖宗卓が住持となる。
1386年（至徳3年）京都十刹に列せられ、のちに諸山となる。
1541年（天文10年）大徳寺山内に移転され、塔頭となる。
1874年（明治7年）明治維新の廃仏毀釈で廃寺となる。
1925年（大正14年）山口玄洞の寄進により再建。以後、大徳寺派の専門道場となる。

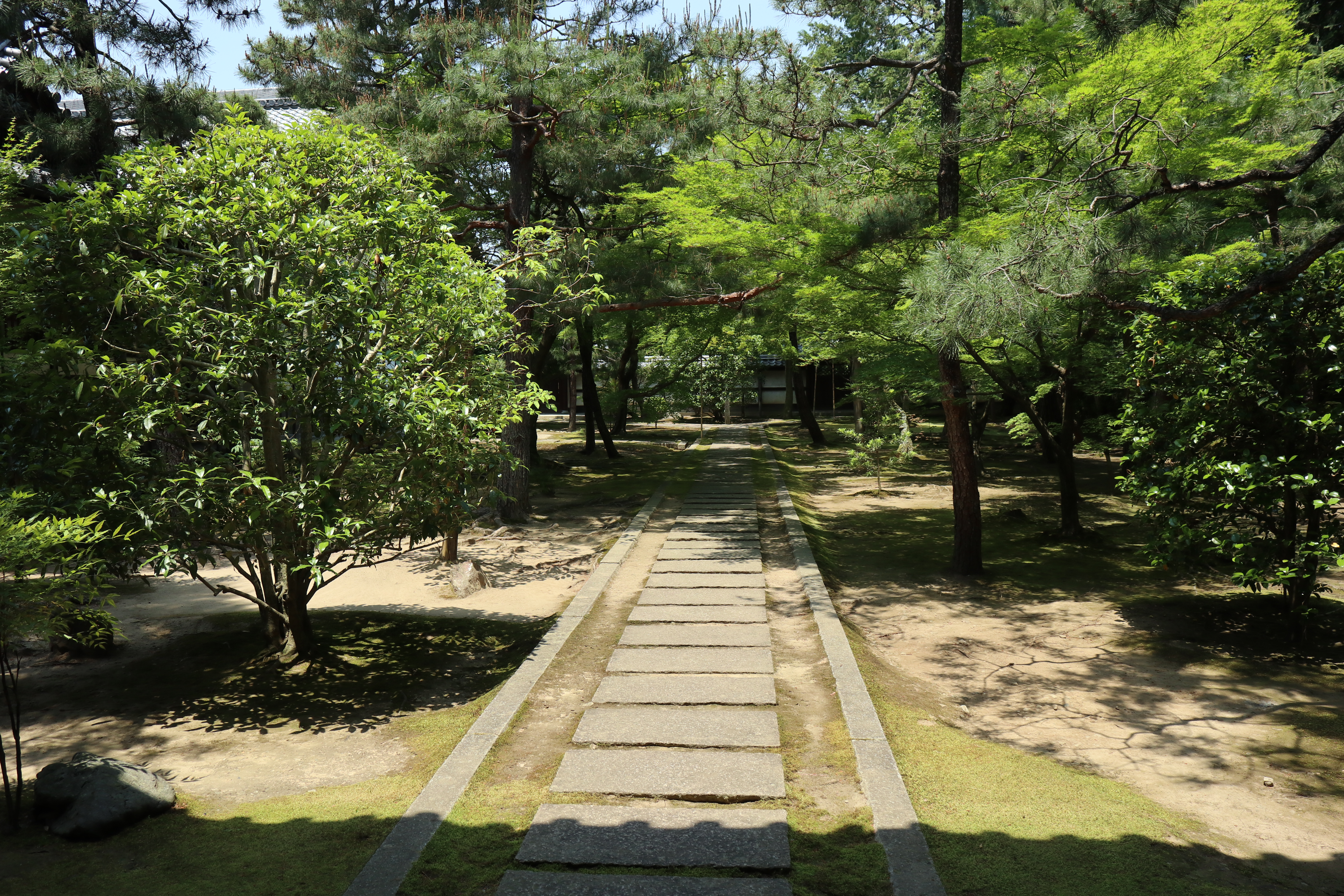
竜翔寺

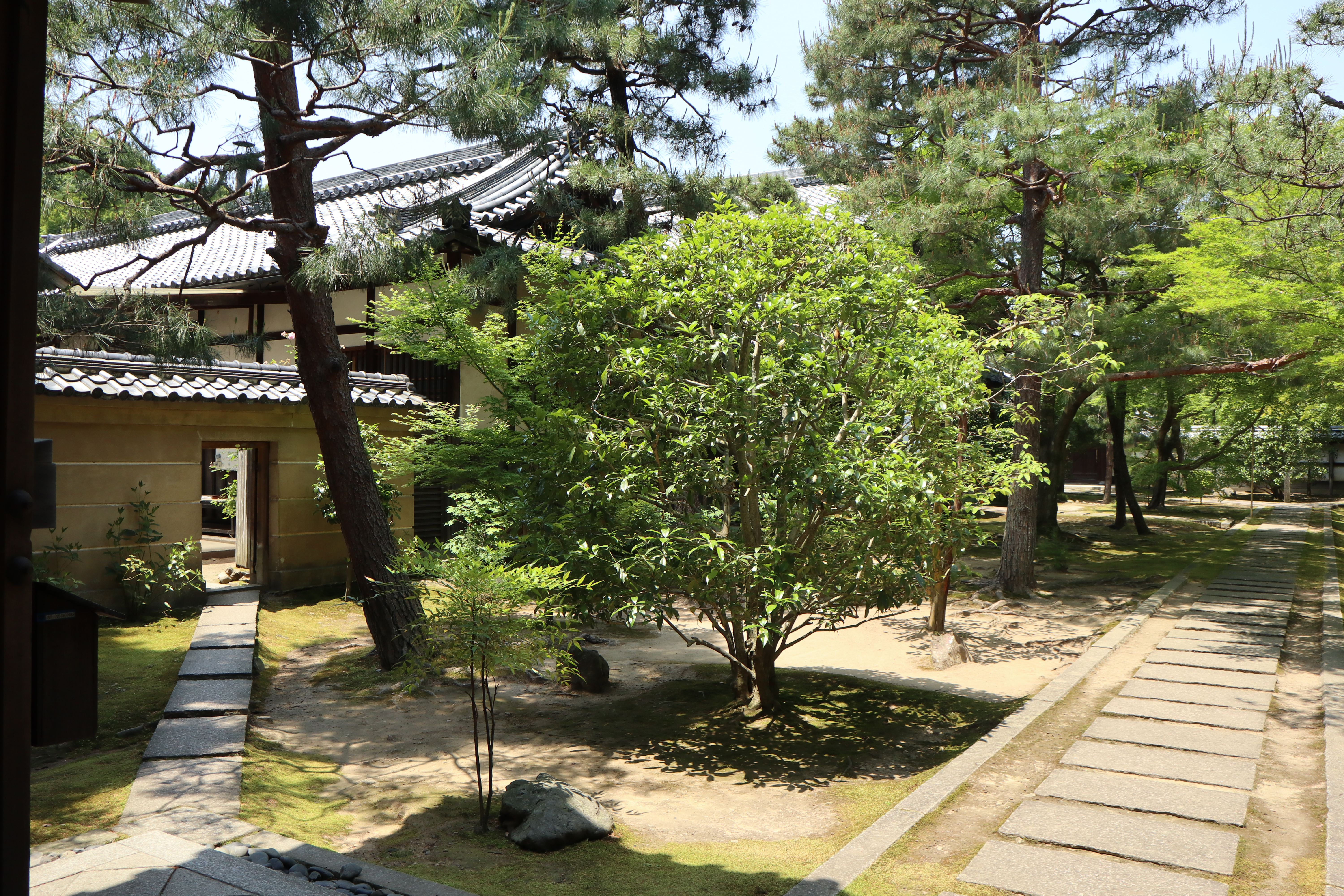
竜翔寺

院内には大政所や佐々成政の墓がある。